# غارات مصر على ميناء إيلات

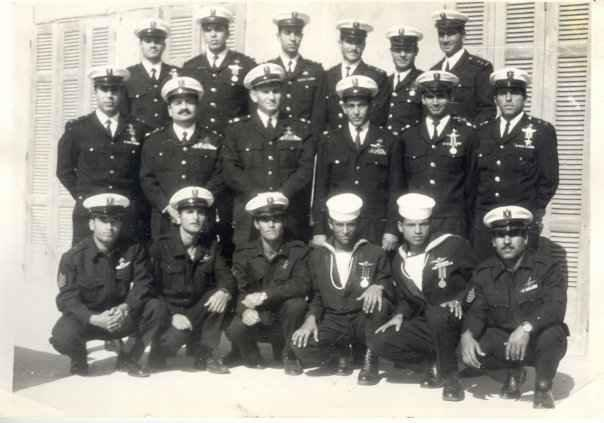
صورة للضفادع البشرية المصرية التي قامت بتنفيذ العملية

الغارات المصرية على ميناء إيلات الإسرائيلي هي ثلاث عمليات عسكرية بحرية ضمن حرب الاستنزاف في أعقاب حرب 1967 نفذتها وحدات ضفادع بشرية من البحرية المصرية بالتعاون مع المخابرات العامة المصرية لتدمير السفينة بيت شيفع وناقلة الجنود بات يام والرصيف الحربي لميناء إيلات.
كان لهذه العمليات أيضاً أهمية أخرى وهي إعادة الروح المعنوية ليس للقوات المسلحة فقط ولكن للمصريين جميعاً.

## دوافع العمليات
في أوائل عام 1968م أمدت الولايات المتحدة الأمريكية إسرائيل بناء على طلبها ناقلتين بحريتين إحداهما تحمل 7 مدرعات برمائية واسمها بيت شيفع وأخرى ناقلة جنود واسمها بات يم، واستغلت إسرائيل تفوقها الجوي الكاسح وشنت نحو 3 أو 4 عمليات قوية بواسطة الناقلتين على السواحل الشرقية لمصر منها ضرب منطقة الزعفرانة حيث ظل جنود الكوماندوز الإسرائيليين في المنطقة 15 ساعة كاملة، فكان الغطاء الجوي الإسرائيلي يوفر للناقلتين حرية الحركة فتقوم المدرعات البرمائية بالنزول على الشواطئ المصرية ويقوم الكوماندوز بالدخول لأي منطقة عسكرية وأسر رهائن ونهب المعدات.
ولذلك قررت القيادة العامة للقوات المسلحة القيام بعملية بهدف التخلص من الناقلتين بأي وسيلة، واستقر الأمر على قيام القوات الجوية والقوات البحرية بذلك ولكن بعد دراسة قيام القوات الجوية بشن هجوم على الناقلتين في العمق الإسرائيلي كانت احتمالات الخسائر كبيرة جداً، لذا وافق الرئيس جمال عبد الناصر على اقتراح قائد القوات البحرية بتنفيذ أول عملية للضفادع البشرية المصرية في العمق الإسرائيلي، وبعد إجراء عمليات الاستطلاع تم التحقق من أن الناقلتين تخرجان دائماً من ميناء إيلات إلى شرم الشيخ فخليج نعمة ومنه إلى السواحل الشرقية المصرية

## العملية الأولى (16 نوفمبر 1969م)
تم تشكيل ثلاث مجموعات من الضفادع البشرية كل مجموعة مكونة من فردين (ضابط وصف ضابط) وسافروا إلى ميناء العقبة الأردني القريب من إيلات كما تم تحضير مجموعتين في الغردقة، وكانت الخطة الأولى تقضي بأن تهاجم مجموعتا الغردقة الناقلتين إذا غادرتا مبكراً وقامتا بالمبيت في خليج نعمة عن طريق الخروج بلنش طوربيد ثم بعوامة والاقتراب من الناقلتين والقيام بتفجيرهما، أما الخطة الثانية فكانت ستنفذ إذا قامتا بالمبيت في إيلات فيكون التنفيذ من جانب المجموعات الثلاث الموجودة في العقبة.. ما حدث أنهما قامتا بالمبيت في إيلات فعلا فألغيت مهمة الغردقة وقامت مجموعات العقبة في 16 نوفمبر عام 1969 بالخروج بعوامة من العقبة حتى منتصف المسافة ثم السباحة إلى الميناء لكنهم لم يتمكنوا من دخول الميناء الحربي فقاموا بتلغيم سفينتين إسرائيليتين هما (هيدروما ودهاليا) وكانتا تشاركان في المجهود الحربي الإسرائيلي في ميناء إيلات التجاري، وهذه هي العملية التي استشهد فيها الرقيب فوزي البرقوقي نتيجة أصابته بالتسمم بالأكسجين، وقام زميل مجموعته الملازم أول بحري/ نبيل عبد الوهاب بسحب جثمانه حتى الشاطئ حتى لا تستغل إسرائيل الموضوع إعلاميا، كما أكد في حوارات لاحقه أن الشهيد كان صديقه، ولم يكن ليترك جثة صديقه، فسبح بها 14 كيلومتراً متواصلين من الساعة الواحدة صباحاً إلى الساعة السابعة صباحاً.

### نتيجة العملية وأثرها على الجيش الإسرائيلي
كانت العملية جيدة جدا وأدت لضجة كبيرة داخل وخارج إسرائيل ورفعت الروح المعنوية للقوات المسلحة وفي الوقت ذاته أدركت إسرائيل أن المصريين تمكنوا من الوصول إلى إيلات وأنهم يريدون «بيت شيفع» و«بات يم» فأصدروا تعليمات للناقلتين بعدم المبيت في ميناء إيلات بحيث تقوم بالتجول في البحر بداية من آخر ضوء وحتى أول ضوء لأن قوات الضفادع البشرية لا يمكنها العمل نهاراً.
ولم تتوقف الناقلتين عن مهاجمة السواحل المصرية على العكس، فقد قامتا تحت الغطاء الجوي بالهجوم على جزيرة شدوان وهي جزيرة صخرية مصرية تقع في البحر الأحمر وأسروا عدداً من الرهائن واستولوا على كميات كبيرة من الذخائر، ونقلوها بواسطة «بيت شيفع» وأثناء تفريغ الذخيرة انفجر بعضها مما أدى لمقتل نحو 60 إسرائيلياً وتعطل باب الناقلة الذي كان يعمل بطريقة هيدروليكية.
تم نقل هذة المعلومات للقيادة المصرية عن طريق نقطة المراقبة الموجودة في العقبة وقدرت إسرائيل أن المصريين سيستغلوا فترة وجود الناقلتين بالهجوم عليهما فقاموا بعمل تجهيزات كثيرة جداً لإعائقة أي هجوم محتمل فتم إغلاق الميناء بالشباك وتم تحريك لنشات لضرب عبوات ناسفة مضادة للضفادع البشرية وخرجت الطائرات الهليكوبتر لإطلاق قنابل مضيئة للرؤية وتم وضع كشافات قوية جداً حول الناقلتين بحيث يتم اكتشاف أي حركة تحت عمق 100 متر فضلاً عن زيادة الحراسة على الناقلتين.

## العملية الثانية (5-6 فبراير 1970م)
تمت دراسة كل هذه التغيرات وحصلت القوات البحرية على الضوء الأخضر للقيام بعملية قبل إصلاح العطب في الناقلة، وتم تشكيل مجموعتين الأولى بقيادة ضابط بحري اسمه عمرو البتانوني وكان برتبة ملازم أول ومعه الرقيب علي أبو ريشة والثانية بقيادة الملازم أول رامي عبد العزيز ومعه الرقيب محمد فتحي وتحركوا من الإسكندرية بمعداتهم إلى العراق حيث هبطوا في مطار H3 واستقبلهم أعضاء من منظمة فتح الفلسطينية ومنها سافروا برا إلى عمان في الأردن حيث قاموا بالمبيت لليلة واحدة قاموا خلالها بتجهيز الألغام (لغم مع كل فرد) والمعدات وانتقلوا إلى ميناء العقبة حيث استقبلهم ضابط أردني برتبة رائد تطوع للعمل معهم بغير علم سلطات بلاده لأن المنطقة كلها هناك كانت مغلقة عسكريا فكان من الضروري ان يحصلوا على معاونة من أحد أفراد القوات المسلحة الأردنية.
دخلوا المنطقة العسكرية الأردنية وقاموا بالتجهيز النهائي ونزلوا الماء بالفعل في الساعة الثامنة والثلث مساء 5 فبراير 1970 بدون عوامة لأنها كانت تحتاج لتجهيزات خاصة واعتمدوا على السباحة والغطس وفي منتصف المسافة اكتشف الرقيب محمد فتحي أن خزان الأكسجين الخاص به أوشك على النفاذ (بفعل النقل في وسط الجبال) فتم اتخاذ قرار بعودته إلى نقطة الإنزال في العقبة وأكملوا المهمة بدونه إلى أن وصلوا في منتصف الليل تماما إلى ميناء إيلات بعد السباحة والغطس لنحو 5.5 ميل بحري.
وفي الساعة 12.20 مروا من تحت الشباك، وهجم الملازم أول رامي عبد العزيز بمفرده على «بات يم» بينما هجم الضابط عمروالبتانوني والرقيب علي أبو ريشة على الناقلة «بيت شيفع» وقاموا بتلغيمهما وضبطوا توقيت الانفجار على ساعتين فقط بدلا من أربع ساعات كما كانت الأوامر تنص، ففرد القوات الخاصة له أن يقوم بالتعديل في الخطة الموضوعة حسب مقتضيات الظروف..
وفي الساعة الثانية من صباح يوم 6 فبراير بدأت الانفجارات تدوي في إيلات وخرجت الدوريات الإسرائيلية للبحث عن منفذي الهجوم ولكنهم وصلوا بنجاح إلى الشاطئ الأردني
في ميناء العقبة قبضت عليهم المخابرات الأردنية فقد أدركت أن هذا الهجوم لابد أنه انطلق من أراضيها، وكانت القصة التي ينبغي أن يذكروها في هذه الحالة هي انهم ضفادع بشرية مصرية ألقتهم هليكوبتر قرب إيلات وكان من المفترض أن تعود لالتقاطهم لكنها لم تفعل وأن لديهم توصية بتسليم انفسهم لأشقائهم في الأردن لإعفائها من حرج استخدام أراضيها في تنفيذ هجوم عسكري دون علمها
وبعد عملية الإغارة الناجحة للمرة الثانية لرجال الضفادع البشرية المصرية على ميناء إيلات، تم تغيير قيادة السلاح البحري الإسرائيلي واتبعت القيادة الجديدة أسلوب إخلاء الميناء قبل الغروب بساعة حتى صباح اليوم التالي وكان ذلك يكبدهم خسائر فادحة فضلا عن الإرهاق لأطقم السفن والوحدات البحرية.

## العملية الثالثة (14-15 مايو 1970م)
من هنا نشأت فكرة العملية الثالثة حيث وصلت المعلومات من المخابرات الحربية تفيد بأن ناقلة الجنود «بيت شيفع» قد تم إصلاحها بعد التدمير الذي أصابها أثناء عملية الإغارة الثانية على ميناء إيلات غير أنها كبقية السفن تغادر الميناء كل ليلة وتعود إليه في الصباح وكان لابد من إيجاد وسيلة لتعطيل «بيت شيفع» عن الإبحار وإرغامها على قضاء ليلتها في ميناء إيلات ولو لليلة واحدة حتى يمكن مهاجمتها وإغراقها.
وتلخصت الفكرة في وضع لغمين كبيرين يحتوى أحدهما على مائه وخمسين كيلو جرام من مادة الهيلوجين شديدة التفجير على القاع أسفل الرصيف الحربي الذي ترسو عليه ناقلة الجنود «بيت شيفع» عند دخولها إلى الميناء صباح يومياً فيتم وضع اللغمين منتصف الليل ويضبط جهاز التفجير على 12 ساعة أي أن انفجار الألغام يحدث نحو الساعة الثانية عشر ظهراً، ففي هذا الوقت لابد وأن تكون «بيت شيفع» راسية بجوار الرصيف الملغوم وتحدد يوم السبت (العطلة الإسرائيلية الأسبوعية) 14 مايو 1970 لتنفيذ العملية وفعلا تم وضع اللغمين كمرحلة أولى في الأماكن السابق تحديدها ولكن اللغم الأول انفجر مبكراً عن موعده في الساعة السابعة وخمس وثلاثين دقيقة من صباح يوم 15 مايو، وفي الوقت نفسه تأخر وصول الناقلة «بيت شيفع» حتى الساعة الثانية عشرة إلا خمس دقائق أي أن الناقلة الأخرى وصلت بعد الموعد المحدد لوصولها بحوالي ست ساعات، أما اللغم الثاني فانفجر في الساعة التاسعة والنصف من صباح يوم 15 مايو وقد ادى الانفجار إلى تدمير الرصيف الحربي لميناء إيلات ومن الجدير بالذكر أنه قد شوهدت عملية انتشال جثث كثيرة من الماء لأفراد ضفادعهم البشرية الذين كانوا يعملون تحت المياه على تقطيع جسم السفينة «بات يام» التي أغرقتها الضفادع البشرية المصرية خلال الإغارة الثانية على ميناء إيلات فحدث الانفجار الثاني وتمزقت جثث الضفادع البشرية الإسرائيليين تحت المياه، كما شوهدت أكثر من ست عربات إسعاف تنقل الجرحى والمصابين من مبنى الضباط المقام خلف الرصيف الحربي مباشرة، وهذا ما أدى إلى اهتزاز ثقة القيادة البحرية الإسرائيلية والقيادة العامة بشكل عام.

## السينما
قدم في العام 1995 فيلم مصري يجسد الغارات على الميناء الإسرائيلي إيلات تحت عنوان الطريق إلى إيلات. من إخراج إنعام محمد علي.